# Località transilvane con chiese fortificate

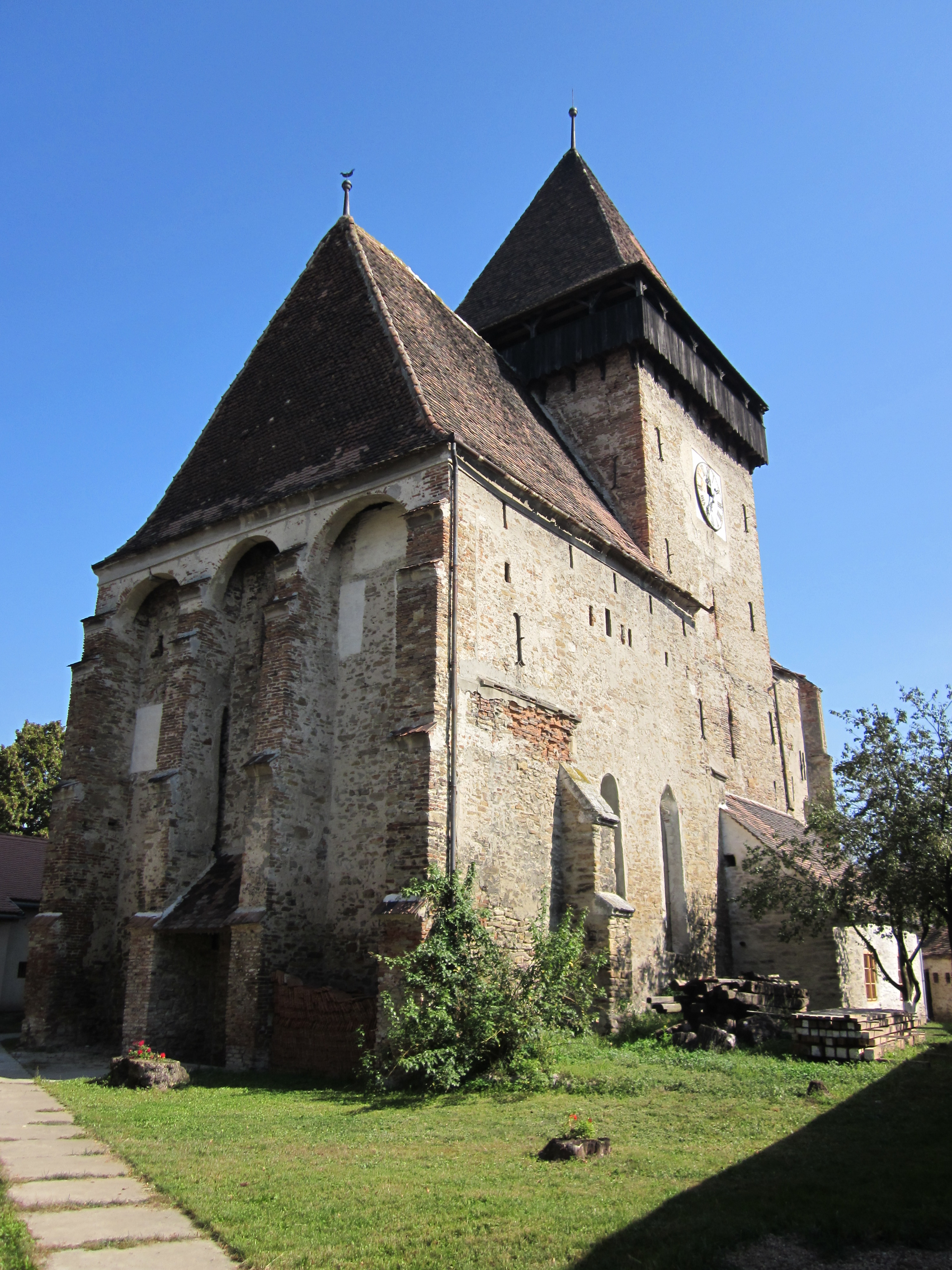
Chiesa fortificata di Axente Sever.

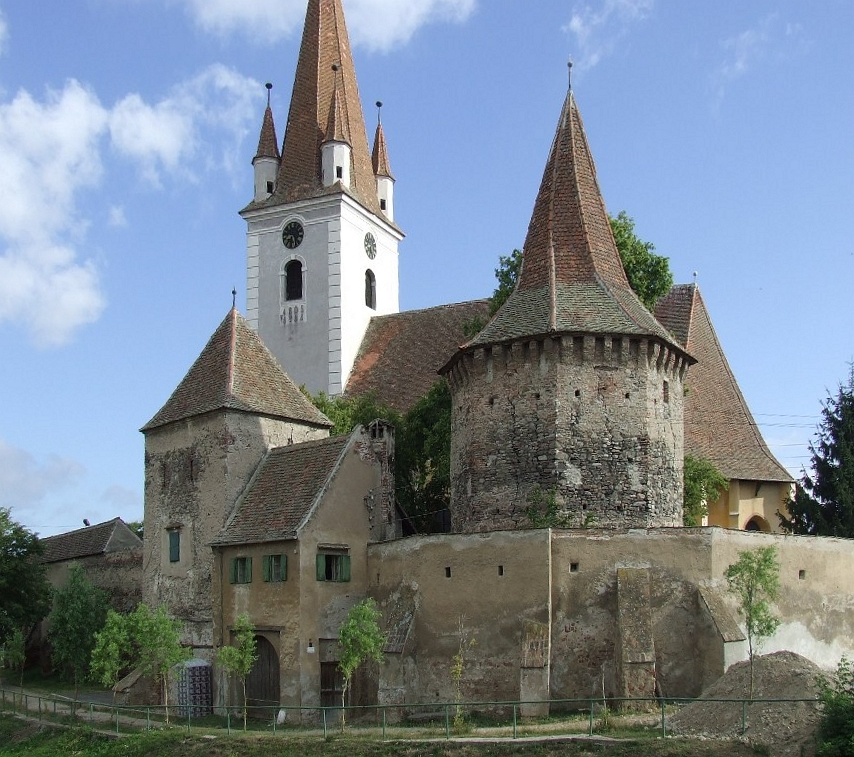
Chiesa fortificata di Cristian (Sibiu).

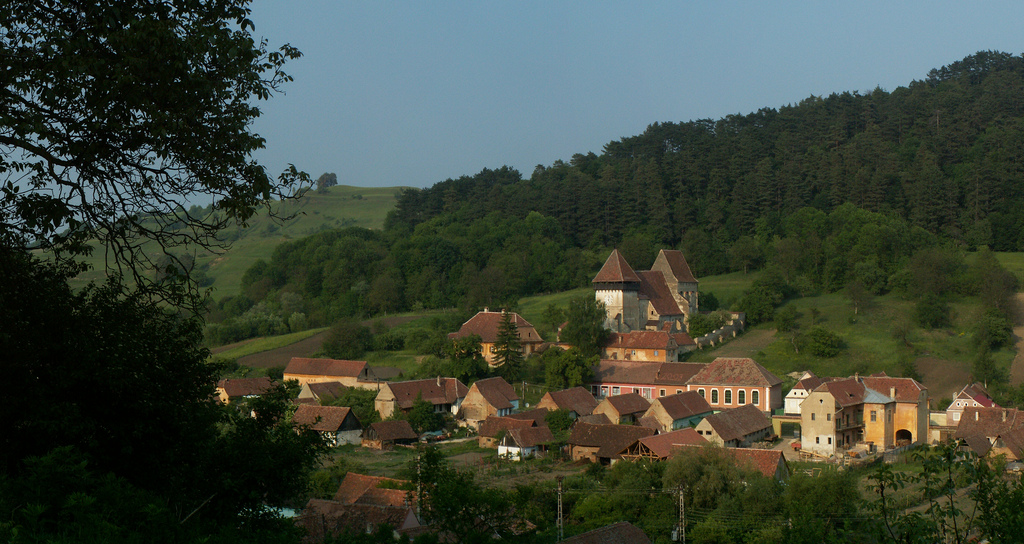
Chiesa fortificata di Copșa Mare.

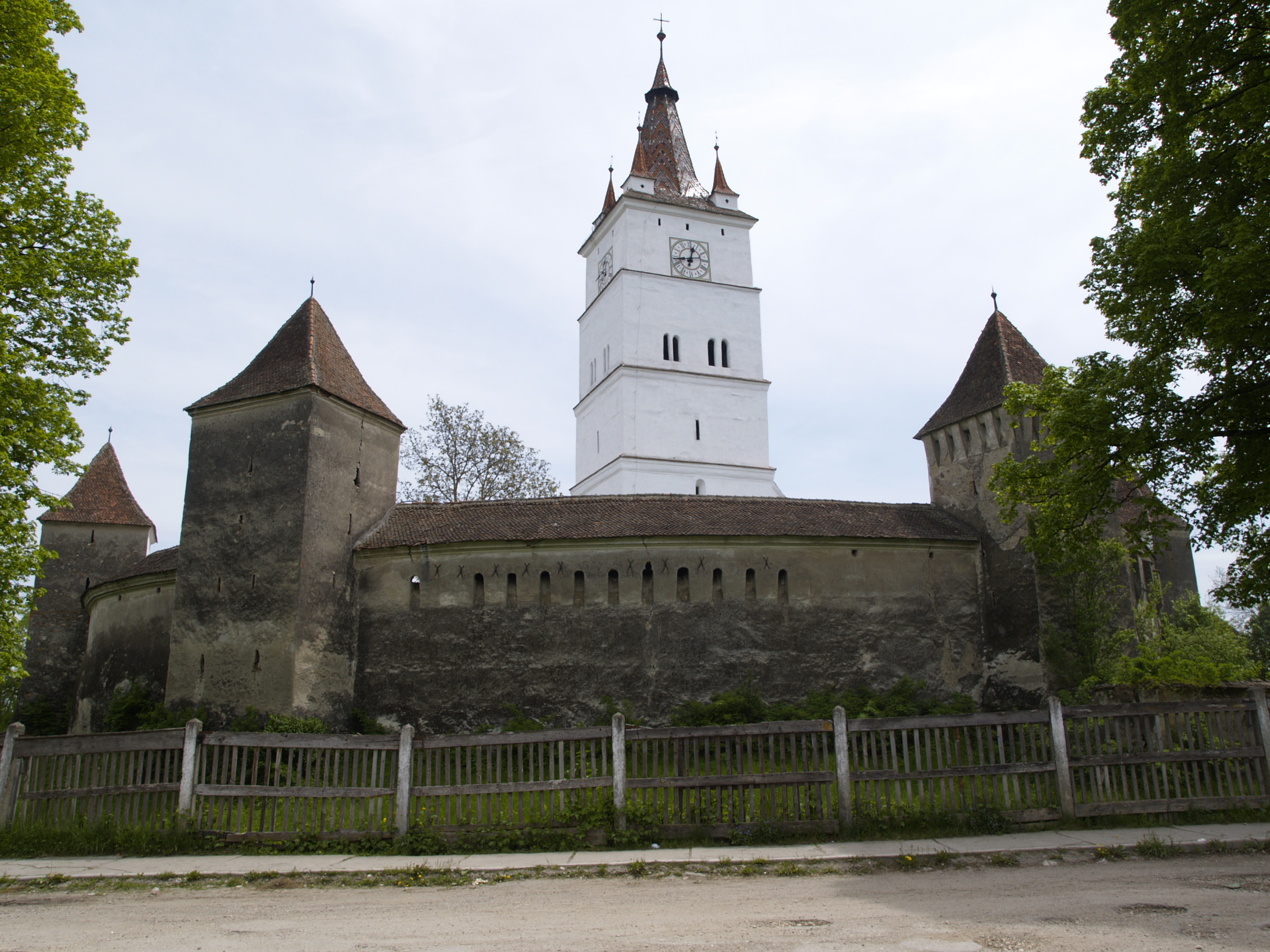
Chiesa fortificata di Hărman.

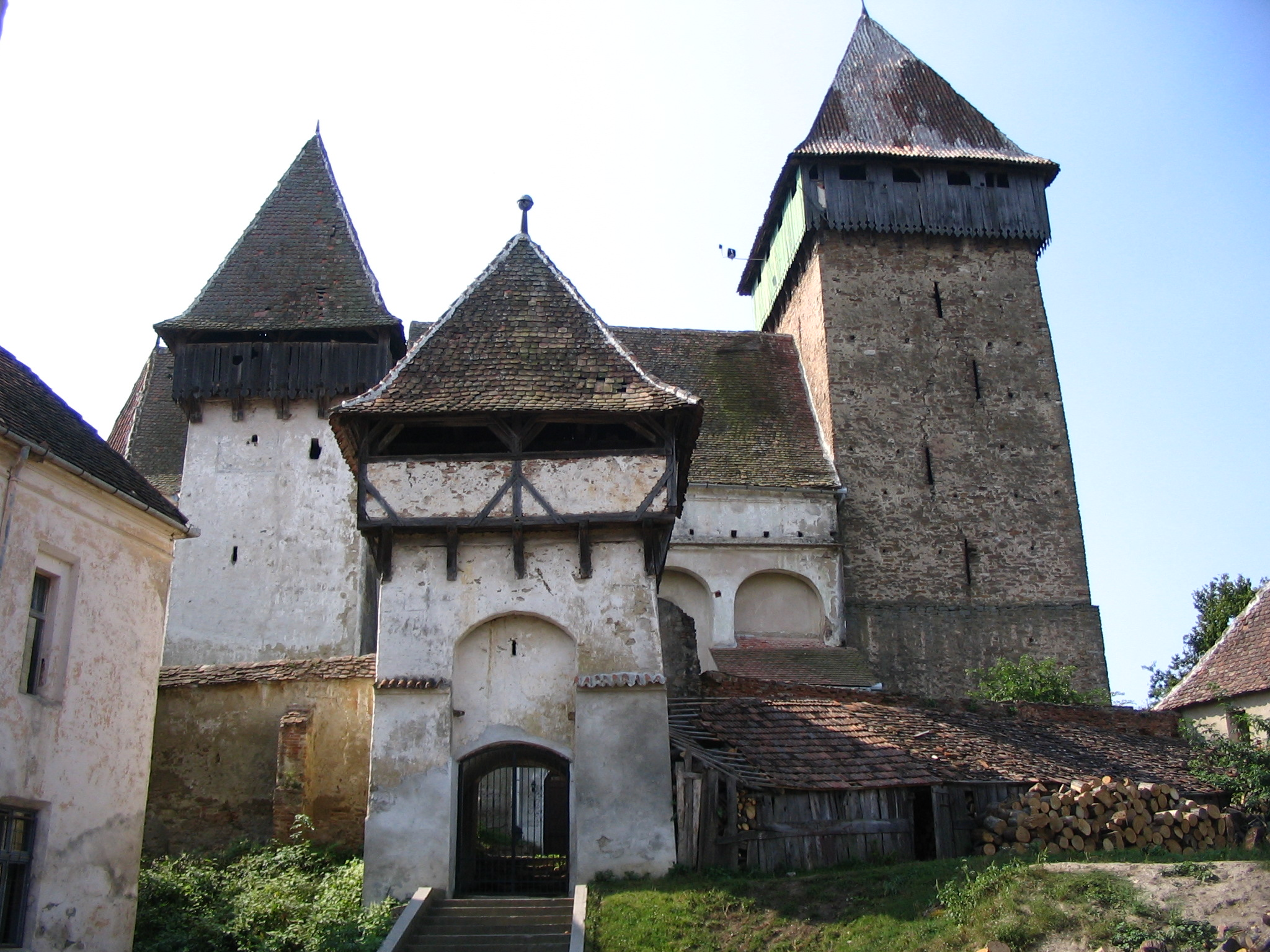
Chiesa fortificata di Iacobeni.

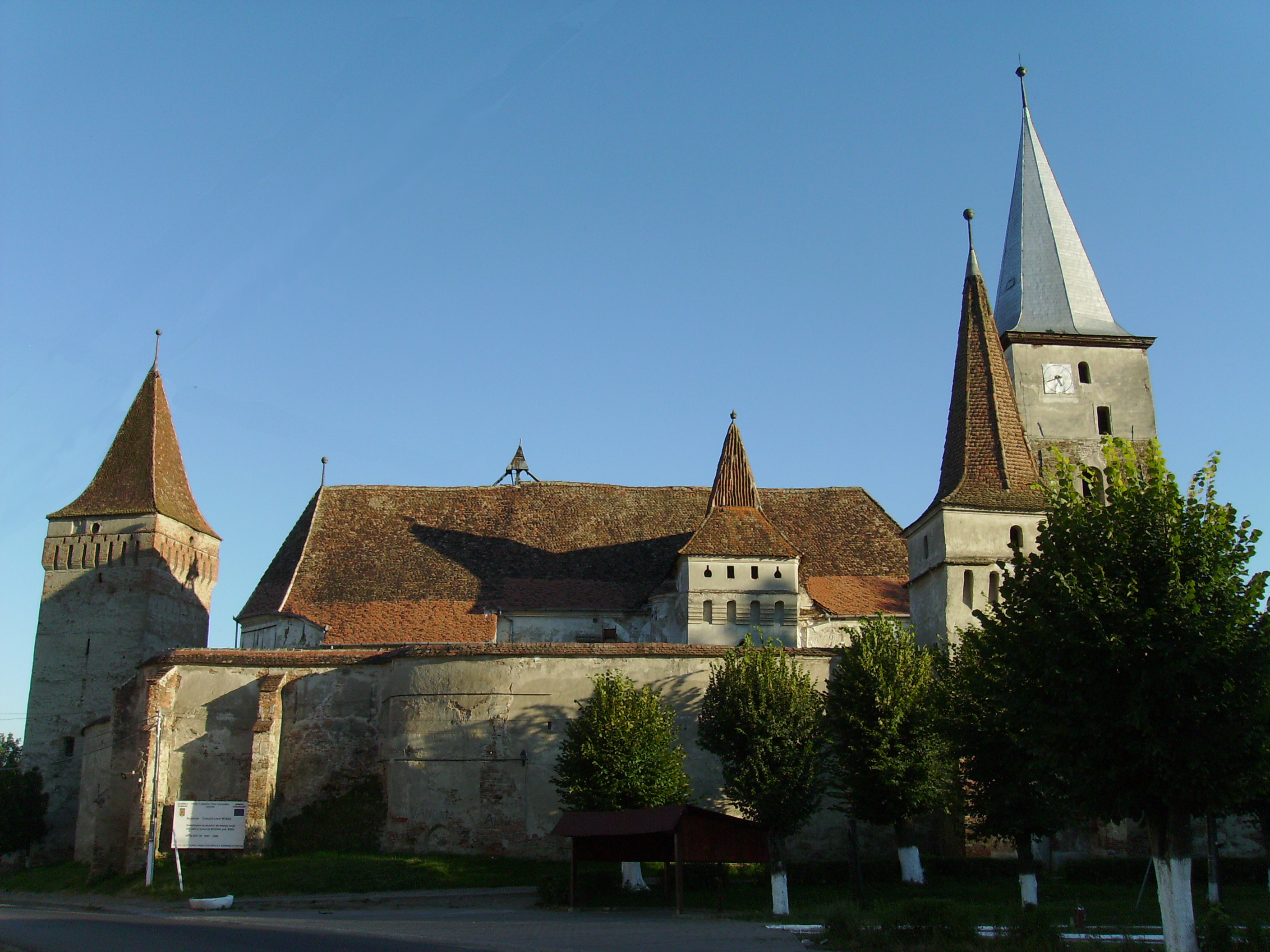
Chiesa fortificata di Moșna.

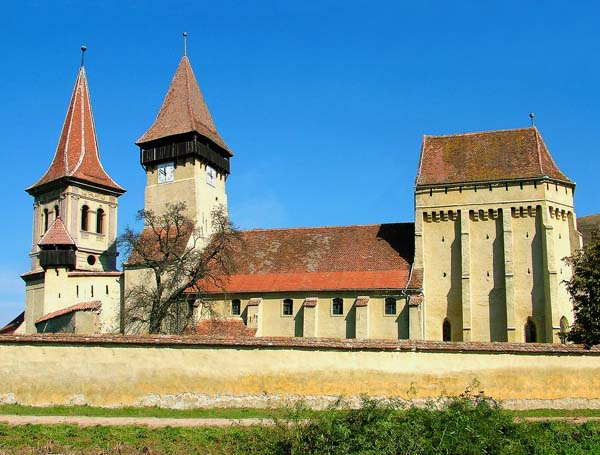
Chiesa fortificata di Șeica Mică.

Il sud-est della Transilvania è una delle regioni con il più elevato tasso di chiese fortificate costruite dal Trecento al Seicento. Se due secoli fa c'erano circa 300 chiese fortificate, oggi ce ne sono ancora circa 150 località con chiese fortificate. Sette di queste località (sei località sassoni e una località sicula) sono state registrate nella Lista del Patrimonio dell'Umanità. La lista presente in questa voce non è completa.

## Lista delle località sassoni
1. Agârbiciu
2. Agnita
3. Alma Vii
4. Alțâna
5. Amnaș
6. Apold
7. Archita
8. Ațel
9. Avrig
10. Axente Sever
11. Băgaciu
12. Bărcuț
13. Bazna
14. Beia
15. Biertan
16. Bod
17. Boian
18. Bradu
19. Brateiu
20. Brădeni
21. Bruiu
22. Bunești
23. Brașov (Schei)
24. Buzd
25. Câlnic
26. Cața
27. Cenade
28. Chirpăr
29. Cincșor
30. Cincu
31. Cisnădie
32. Cisnădioara
33. Cloașterf
34. Codlea
35. Copșa Mare
36. Cricău
37. Cristian
38. Cristian
39. Criț
40. Curciu
41. Dacia
42. Daia (Mureș)
43. Daia (Sibiu)
44. Daneș
45. Dârlos
46. Dealu Frumos
47. Dobârca
48. Drăușeni
49. Dupuș
50. Feldioara
51. Felmer
52. Fișer
53. Gherdeal
54. Ghimbav
55. Gușterița - oggi quartiere di Sibiu
56. Hamba
57. Hălchiu
58. Hărman
59. Hetiur
60. Homorod
61. Hosman
62. Iacobeni (Sibiu)
63. Ighișu Nou
64. Jimbor, Brașov
65. Laslea
66. Măieruș
67. Mălâncrav
68. Marpod
69. Mediaș
70. Mercheașa
71. Merghindeal
72. Meșendorf
73. Metiș, Sibiu
74. Micăsasa
75. Miercurea Sibiului
76. Moardăș
77. Moșna
78. Motiș, Sibiu
79. Movile, Sibiu
80. Netuș
81. Nocrich
82. Noiștat
83. Ocna Sibiului
84. Orăștie[non chiaro]
85. Pelișor (Sibiu)
86. Prejmer
87. Racoș
88. Râșnov
89. Richiș (Sibiu)
90. Roadeș
91. Rodbav
92. Roșia
93. Rotbav
94. Ruja
95. Ruși
96. Sânpetru
97. Sântimbru
98. Saschiz
99. Seliștat
100. Slimnic
101. Stejărișu
102. Șaeș
103. Șard
104. Șaroș pe Târnave
105. Șeica Mare
106. Șeica Mică
107. Șoala
108. Șoarș
109. Șomartin
110. Șura Mare
111. Șura Mică
112. Tălmaciu
113. Țapu
114. Toarcla
115. Ungra
116. Valchid
117. Valea Viilor
118. Velț
119. Veseud
120. Viscri
121. Vulcan (Brașov)
122. Vulcan, Mureș
123. Vurpăr (Alba)
124. Vurpăr (Sibiu)

## Lista delle località sicule
1. Aita Mare
2. Arcuș
3. Armășeni
4. Baraolt
5. Biborțeni
6. Bicfalău
7. Calnic
8. Catalina
9. Cârța
10. Ciucsângeorgiu
11. Dârjiu
12. Delnița
13. Ghidfalău
14. Ilieni
15. Lăzarea
16. Leliceni
17. Misentea
18. Racu
19. Sânzieni
20. Sfântu Gheorghe
21. Turia
22. Zăbala